# Sitaris solieri
Sitaris solieri là một loài bọ cánh cứng trong họ Meloidae. Loài này được Pecchioli miêu tả khoa học năm 1839.